# Nymphéas noirs
Nymphéas noirs est un roman de Michel Bussi, publié le 20 janvier 2011. Il appartient à la catégorie Polars et Suspense. Il est le cinquième roman de l'auteur mais le premier publié aux éditions Presses de la Cité. Il est le polar français le plus primé en 2011 avec cinq prix littéraires. Depuis la sortie de Nymphéas noirs, Michel Bussi continue à faire ses preuves en enchaînant les succès,.

## Résumé de l’œuvre
Giverny, village de Claude Monet, berceau de nombreux chefs-d'œuvre du peintre, mais aussi lieu de tous les mystères. L'intrigue se porte sur trois femmes vivant dans ce village : une fillette de 11 ans douée pour la peinture, une jeune et séduisante institutrice et une vieille femme se terrant dans sa tour, espionnant la vie au dehors. Tout semble être réuni pour mener une vie paisible sauf qu'un meurtre inexpliqué va venir rompre ce calme apparent.

## Récompenses
Nymphéas noirs a reçu de nombreuses récompenses à la suite de sa parution. C'est le roman policier français le plus primé en 2011.
- 2011, prix des lecteurs du festival Polar de Cognac
- 2011, prix du polar méditerranéen (festival de Villeneuve-lez-Avignon)
- 2011, prix Michel-Lebrun de la 25e heure du Mans
- 2011, Grand prix Gustave Flaubert de la Société des écrivains normands
- 2011, prix des lecteurs du Sang d'encre de la ville de Vienne (« gouttes de Sang d'encre »)
- 2011, Finaliste du prix mystère de la critique (3e), du prix du polar francophone de Montigny-lès-Cormeilles (2e), du prix marseillais du polar, du prix Polar de Cognac, du prix du Roman populaire (Elven), du prix Plume-Libre, du prix plume de Cristal du festival policier de Liège.
- 2014, prix "critiques-libres.com" (site de littérature en ligne-14 000 membres)
- 2015, Prix Domitys (prix des maisons de retraite)
- 2021, Finaliste du meilleur polar honkaku étranger de la décennie (2010-2019)[5]

## Éditions
- Presses de la Cité, 2011  (ISBN 978-2-258-08826-9)
- Pocket, 2013  (ISBN 978-2-266-22237-2)
- Livre numérique : Presses de la Cité, 2011  (ISBN 978-2-258-08961-7)
- Livre audio : Audiolib, 2016  (ISBN 978-2-367-62101-2)